# Vol (řeka)
Vol (rusky Воль) je řeka v Komiské republice v Rusku. Je dlouhá 174 km. Povodí řeky je 1810 km².

## Průběh toku
Pramení z bažin na jižním konci Timanského krjaže. Ústí zprava do Vyčegdy.

## Vodní režim
Zdrojem vody jsou převážně sněhové srážky.